# Gaetano Corrado
Gaetano Corrado (Parete, 1869 – Aversa, 1963) è stato uno scrittore italiano.
Fu molto legato al luogo natio e non perse mai occasione per inneggiare con i suoi scritti le sue terre. Tra le sue opere ricordiamo Parete - Ricerche storiche e cenni descrittivi in cui  descrive la storia della città che gli ha dato i natali. Le sue ricerche hanno assunto valore storico essendo andato distrutto, anche se solo in parte, durante la seconda guerra mondiale, l'archivio del museo nazionale. Pubblicò anche cinque volumetti di poesie e quattro opuscoli di storia aversana oltre ad un opuscolo sulle vie romane della Campania.
Tradusse in italiano il Pentamerone di Giovan Battista Basile. Fu per lungo tempo consigliere comunale, quindi commissario prefettizio ed infine podestà del comune di Parete. Fu ispettore ai monumenti ed alle belle arti. Ottenne un posto di rispetto nell'enciclopedia napoletana alla voce "Uomini Illustri". 